# Sub-Lieutenant (Royal Navy)
Sub-Lieutenant est le grade d'officier subalterne (junior) dans la marine militaire britannique correspondant au premier grade de la hiérarchie, celui d'enseigne de vaisseau.
Dans la plupart des forces navales, l'enseigne de vaisseau est un officier subalterne, situé (classé) en dessous de lieutenant de vaisseau. Dans la Royal Navy (RN) le grade de Sub-Lieutenant est équivalent au grade de lieutenant dans l'Armée Britannique et à celui d'officier aviateur (Flying-Officer) dans la Royal Air Force (RAF).

## Histoire du grade naval
Dans la Marine Royale Britannique, un aspirant de marine en attente de promotion était souvent élu pour devenir un compagnon de maître (master's mate), normalement un officier marinier expérimenté qui assistait le maître voilier. Bien qu'officiellement la notation ne conduisait pas à une promotion au grade de lieutenant, les master's mates payaient plus que tout autre cote et étaient les seuls classements autorisés à commander toute sorte de navire. Un aspirant de marine devenu compagnon de maître obtenait une augmentation de salaire de £1 13s 6d à £3 16s par mois, mais réduisait d'abord ses chances d'obtenir une titularisation,. Au fil du temps, cependant, le service comme compagnon de maître est devenu une partie normale de la voie d'accès à une commission (titularisation). Cette situation a provoqué une certaine confusion au cours de la dernière partie du XVIIIe siècle, quand deux rôles parallèles — les compagnons de maître du maître essayant de devenir maîtres, et les anciens aspirants de marine visant à obtenir une commission — ont tenu les mêmes titres et responsabilités à bord du bateau.

## Sub-lieutenant fonctionnel (d'exécution)
En 1955, la Royal Navy a créé le grade de sub-lieutenant fonctionnel (d'exécution). Contrairement à leurs homologues, en qualité de sub-lieutenant, ce sont des officiers subalternes, et ils tiennent leurs rangs par ordre et non par commission. Au passage de Conseil de la Flotte, les sub-lieutenant fonctionnels (d'exécution) ont été confirmés comme sous-lieutenants et des commissions ont été émises avec effet rétroactif à la date à laquelle ils ont été nommés sub-lieutenant par intérim. Le rang de sub-lieutenant fonctionnel (d'exécution) a été aboli dans la Royal Navy en 1993, mais est resté dans la Réserve de la Marine Royale jusqu'en 2013, où les agents de la RN et de la RNR ont maintenant une commission dans le grade d'Aspirant de marine Le rang de sub-lieutenant fonctionnel (d'exécution) dans la Royal Navy demeure seulement au sein de l'Université Royale de la Marine de l'Unité où entrent à partir de ce rang les officiers en instruction.
Avant son abolition, le rang de sub-lieutenant fonctionnel (d'exécution) dans la Royal Navy, correspondait aux grades de lieutenant (Armée de terre) et de flying officer (RAF), mais avec une préséance inférieure. Ceci peut être vu dans la version imprimée d'un STANAG 2116 edition 5 (1992).

## Insigne et uniforme

Manche
Patte d'épaule

L'insigne porté par un sub-lieutenant de la Royal Navy est d'un rayure tressée en or moyen, placé sur un fond bleu marine/noir. La bande supérieure a la boucle omniprésente utilisée dans tous les insignes de grade d’officier de Royal Navy, excepté le rang de Midshipman.

## La pratique moderne
Dans la Royal Navy actuelle, tous les élèves-officiers ont maintenant une commission d'aspirant de marine, indépendamment de leurs diplômes universitaires. Ils sont par la suite promus sub-lieutenant un an après leur entrée au Britannia Royal Naval College.